# Afrocyclops pauliani
Espèce
Statut de conservation UICN

 EX  : Éteint
Afrocyclops pauliani est une espèce de petits copépodes d'eau douce de la famille des Cyclopidae.

## Répartition et habitat
L'espèce est endémique de Madagascar ; l'unique enregistrement de collecte signalé en source provient d'une petite mare d'eau douce proche d'Antananarivo.

## Statut de conservation
Afrocyclops pauliani est considérée comme éteinte après une évaluation réalisée en 2024 par l'UICN.

## Systématique
Le nom valide complet (avec auteur) de ce taxon est Afrocyclops pauliani Lindberg (d), 1951,.